# Nationale mesterskaber i landevejscykling 2019
Nationale mesterskaber i landevejscykling 2019 startede i Australien og New Zealand i januar. De fleste andre mesterskaber blev arrangeret i sidste uge i juni, før Tour de France.

## Resultater
|                | Mænd                  | Mænd                 | Kvinder                | Kvinder              | Mænd, U23          | Mænd, U23              |
| Nation         | Landevej              | Enkeltstart          | Landevej               | Enkeltstart          | Landevej           | Enkeltstart            |
| -------------- | --------------------- | -------------------- | ---------------------- | -------------------- | ------------------ | ---------------------- |
| Australien     | Michael Freiberg      | Luke Durbridge       | Sarah Gigante          | Grace Brown          | Nicholas White     | Liam Magennis          |
| Belgien        | Tim Merlier           | Wout Van Aert        | Jesse Vandenbulcke     | Lotte Kopecky        |                    |                        |
| Canada         | Adam de Vos           | Rob Britton          | Karol-Ann Canuel       | Leah Kirchmann       |                    |                        |
| Danmark        | Michael Mørkøv        | Kasper Asgreen       | Amalie Dideriksen      | Louise Norman Hansen | Frederik Rodenberg | Johan Price-Pejtersen  |
| Estland        | Alo Jakin             | Rein Taaramäe        | Liisa Ehrberg          | Liisi Rist           |                    |                        |
| Finland        | Arto Vainionpää       | Ukko Peltonen        | Pia Pensaari           | Minna-maria Kangas   |                    |                        |
| Frankrig       | Warren Barguil        | Benjamin Thomas      | Jade Wiel              | Séverine Eraud       |                    |                        |
| Irland         | Sam Bennett           | Ryan Mullen          |                        | Kelly Murphy         |                    | Michael O'Loughlin     |
| Italien        | Davide Formolo        | Filippo Ganna        |                        |                      | Marco Frigo        | Matteo Sobrero         |
| Letland        | Toms Skujiņš          | Krists Neilands      | Lija Laizane           | Dana Rožlapa         |                    |                        |
| Litauen        | Ramūnas Navardauskas  | Gediminas Bagdonas   | Silvija Pacevičienė    | Katazyna Sosna       |                    |                        |
| Luxembourg     | Bob Jungels           | Bob Jungels          | Christine Majerus      | Christine Majerus    | Ken Conter         | Kevin Geniets          |
| Holland        | Fabio Jakobsen        | Jos van Emden        | Annemiek van Vleuten   | Lorena Wiebes        | David Dekker       | Daan Hoole             |
| New Zealand    | James Fouché          | Patrick Bevin        | Georgia Christie       | Georgia Williams     |                    | James Fouché           |
| Norge          | Amund Grøndahl Jansen | Andreas Leknessund   | Ingrid Lorvik          | Vita Heine           |                    |                        |
| Polen          | Michał Paluta         | Maciej Bodnar        |                        | Anna Plichta         |                    |                        |
| Portugal       | José Mendes           | José Gonçalves       | Daniela Reis           | Daniela Reis         | João Almeida       | João Almeida           |
| Rusland        | Aleksandr Vlasov      | Artjom Ovetsjkin     | Aleksandra Gontsjarova | Anastasija Pliaskina |                    |                        |
| Slovakiet      | Juraj Sagan           | Ján Cully            |                        | Tatiana Jaseková     |                    |                        |
| Slovenien      | Domen Novak           | Tadej Pogačar        | Eugenia Bujak          | Eugenia Bujak        |                    |                        |
| Spanien        | Alejandro Valverde    | Jonathan Castroviejo | Lourdes Oyarbide       | Sheyla Gutiérrez     | Carmelo Urbano     | Xavier Miquel Azparren |
| Storbritannien | Ben Swift             | Alex Dowsett         | Alice Barnes           | Alice Barnes         |                    | Charlie Quarterman     |
| Schweiz        | Sébastien Reichenbach | Stefan Küng          | Marlen Reusser         |                      | Mauro Schmid       | Stefan Bissegger       |
| Sverige        | Lucas Eriksson        |                      | Lisa Nordén            |                      |                    |                        |
| Sydafrika      | Daryl Impey           | Daryl Impey          | Ashleigh Moolman       | Liezel Jordaan       |                    | Byron Munton           |
| Tjekkiet       | František Sisr        | Jan Bárta            |                        | Tereza Korvasova     |                    | Jakub Otruba           |
| Tyskland       | Maximilian Schachmann | Tony Martin          | Lisa Brennauer         | Lisa Klein           | Leon Heinschke     | Miguel Heidemann       |
| USA            | Alex Howes            | Ian Garrison         | Ruth Winder            | Amber Neben          | Lance Haidet       | Ian Garrison           |
| Østrig         | Patrick Konrad        | Matthias Brändle     | Anna Kiesenhofer       | Anna Kiesenhofer     |                    |                        |